# Clubiona canadensis
Clubiona canadensis är en spindelart som beskrevs av James Henry Emerton 1890. Clubiona canadensis ingår i släktet Clubiona och familjen säckspindlar. Inga underarter finns listade i Catalogue of Life.